# 疆菊属
疆菊属（学名：Syreitschikovia）是菊科下的一个属。该属共有疆菊（S. tenuifolia）和刺芒疆菊（S. spinulosa）两种，分布于中亚。